# 원피스: 네지마키 섬의 모험
원피스 - 네자마키섬의 모험(ONE PIECE ねじまき島の冒険)은 원피스의 극장판 시리즈의 두 번째 작품이다. 2001년에 개봉하였다.
대한민국에는 ㈜토트엔터테인먼트가 도에이 애니메이션과 계약을 체결하여 작품을 수입하였고, 극장 개봉 또는 DVD 출시가 무산되였으나 성사됐다. 이후 케이블 TV 채널 투니버스가 현지화를 진행한 한국어 더빙으로 방영하였다.
== 원피스 시즌 2기가 첫방 기념으로 블루홀 대탐험과 2기 극장판이 연속으로 방영 되기때문에 시기적으로 보면 이스트 블루 스토리 중에서 로그타운 이후의 시점으로 보인다.  후속편으로는 천년용의 전설이다

## 한국어 더빙 제작진
목소리 출연
- 강수진 - 루피 役
- 정미숙 - 나미 役
- 김승준 - 조로 役
- 홍범기 - 우솝 役
- 박성태 - 상디 役
- 최준영 - 보로드 役
- 한신정 - 아키즈 役
- 박만영 - 베어킹 役
- 박경혜 - 하니퀸 役
- 정명준 - 조커 役
- 신용우 - 부저 役
- 최승훈 - 스컹크멍 役
- 김영찬 - 촌장 役
- 정유미 - 부인 役
- 최지훈 - 도니 役
- 이호산 - 대니 役
- 안영미 - 점원 役
- 김보영
- 김현지
- 김현심
- 이소은

우리말 제작
- 넌리니어 : 박세리, 장성희
- 타이틀 : 백현정
- 우리말 번역 : 이서린
- 마스터 편집 : 심정희
- 녹음, 믹싱 : 이창휘
- 우리말 연출 : 신길주
- 우리말 제작 : 투니버스